# بني قعلوم السفلى (بني فغلوم)
بني قعلوم السفلى هي إحدى مشيخات المملكة المغربية، تتبع جغرافيا لإقليم شفشاون وإداريًا لبني فغلوم. يقدر عدد سكانها بـ 4622 نسمة حسب الإحصاء الرسمي للسكان والسكنى لسنة 2004.